# Achille Lauro (nave)
L'Achille Lauro fu un transatlantico, varato come Willem Ruys e successivamente intitolato all'armatore Lauro quando questi la comprò negli anni sessanta per trasformarla in nave da crociera. Nota per il dirottamento avvenuto nel 1985, naufragò nel 1994 per un incendio al largo della costa somala, adagiandosi su un fondale di 5.000 metri alle coordinate 7°14,1' Nord 51°19,8' Est.

## Le origini

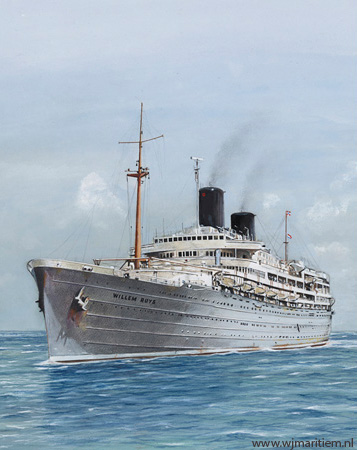
Willem Ruys in servizio per KRL

Ordinata come Willem Ruys, il suo scafo fu impostato nel 1938 dai cantieri navali Damen Schelde Naval Shipbuilding di Flessinga (Paesi Bassi) per conto della Koninklijke Rotterdamsche Lloyd (KRL). La costruzione fu ritardata dalla seconda guerra mondiale e da due bombardamenti e la nave non fu varata fino al luglio 1946. La Willem Ruys fu completata alla fine del 1947 e compì il suo viaggio inaugurale il 2 dicembre 1947. Era dotata di un impianto di desalinizzazione per ricavare acqua potabile dall'acqua di mare. Fino al 1963 rimase in servizio sulla linea Europa-Australia. Successivamente fu usata per crociere nel Mediterraneo.
Nel 1964, fu venduta alla Flotta Lauro e ribattezzata Achille Lauro. Ricostruita estensivamente e modernizzata nei Cantieri Navali Riuniti di Palermo, rientrò in servizio nel 1966 come nave da crociera. Nell'aprile 1975, mentre si trovava nello stretto dei Dardanelli, entrò in collisione con una nave trasporto bestiame, la Yousset, che affondò. Nel 1987, successivamente al fallimento avvenuto nel 1982 della Flotta Lauro, passò alla Starlauro di Eugenio Buontempo e Salvatore Pianura e quindi, nel 1991, alla Mediterranean Shipping Company di Gianluigi Aponte.

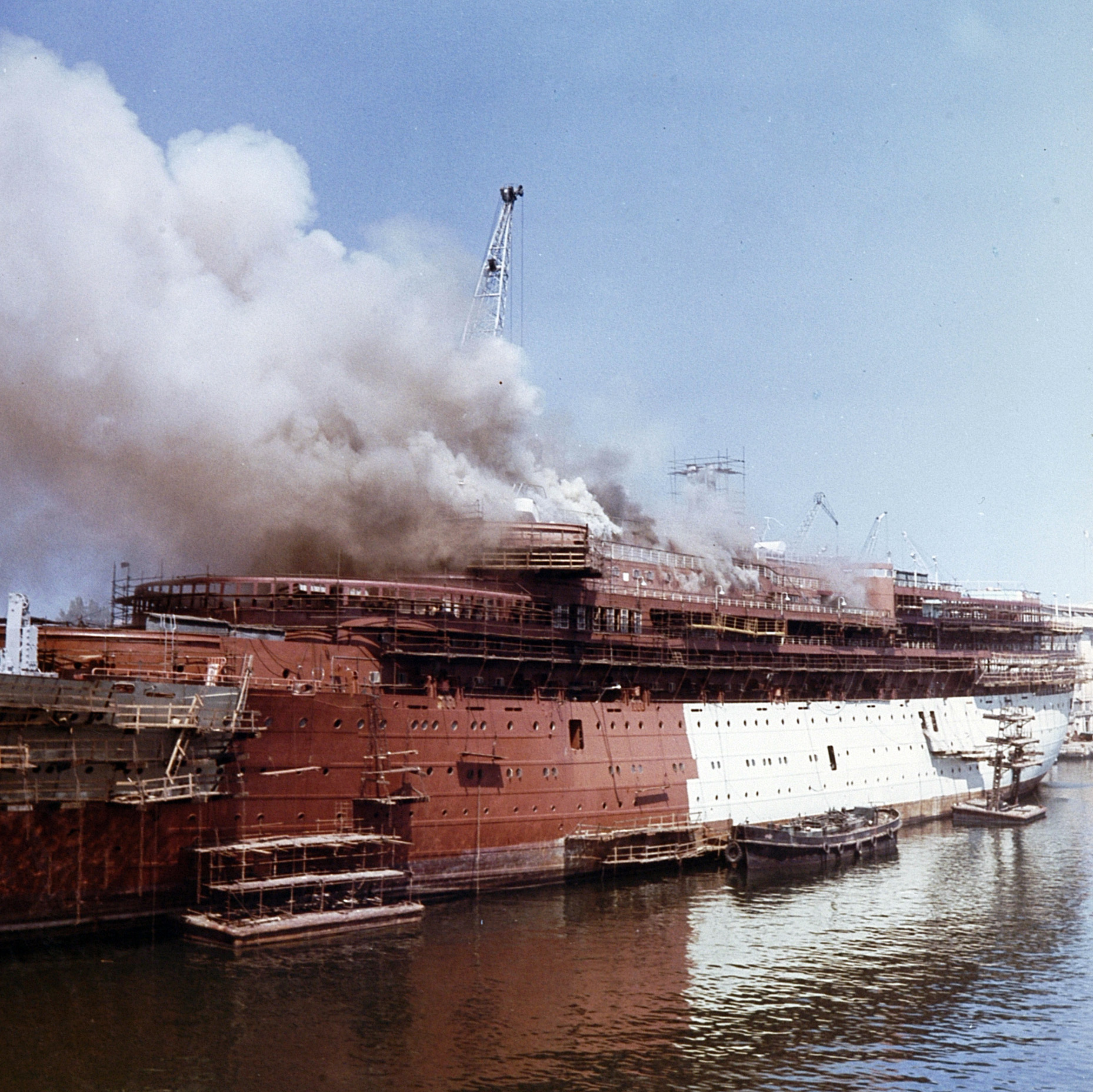
Achille Lauro incendiata durante i lavori di trasformazione ai Cantieri Navali Riuniti di Palermo nel 1965

Per quattro volte (1965, 1972, 1981 e 1994) l'imbarcazione fu colpita da incendi, l'ultimo dei quali, scoppiato il 30 novembre 1994, ne causò l'affondamento il 2 dicembre, tre giorni dopo.

## Il dirottamento
Il 7 ottobre 1985, mentre compiva una crociera nel Mediterraneo, al largo delle coste egiziane, fu dirottata da un commando del Fronte per la Liberazione della Palestina (FLP). A bordo erano presenti 201 passeggeri e 344 uomini dell'equipaggio.
Dopo frenetiche trattative diplomatiche, si giunse in un primo momento a una felice conclusione della vicenda, grazie all'intercessione dell'Egitto, dell'OLP di Arafat (che in quel periodo aveva trasferito il quartier generale dal Libano a Tunisi a causa dell'invasione israeliana del Libano) e di Abu Abbas (uno dei due negoziatori proposti da Arafat, insieme a Hani el-Hassan, un consigliere dello stesso Arafat), che convinse i terroristi alla resa in cambio della promessa dell'immunità.
Due giorni dopo si scoprì, tuttavia, che a bordo era stato ucciso un cittadino statunitense, Leon Klinghoffer, ebreo e paraplegico: l'episodio provocò la reazione degli Stati Uniti.
Dopo aver lasciato Alessandria d'Egitto e aver effettuato uno scalo in Grecia, l'Achille Lauro si diresse verso Napoli, quando la CIA passò un'informazione, forse proveniente dai servizi segreti egiziani, relativa alla possibile presenza di esplosivo su alcune casse caricate ad Alessandria. Pur non potendo verificare la veridicità dell'informazione, il SISMI, in accordo con il comandante della nave Gerardo De Rosa, decise per precauzione di far gettare in mare alcune casse di cui non era stato possibile controllare il contenuto.
Nel 1990 il dirottamento fu raccontato in un film per la televisione, L'Achille Lauro - Viaggio nel terrore, con Burt Lancaster e Eva Marie Saint, per la regia di Alberto Negrin.
Nel 1991 alla vicenda si ispirò il compositore statunitense John Adams con l'opera La morte di Klinghoffer.

## L'incendio e il naufragio
La nave era stata acquisita nel 1991 dalla Mediterranean Shipping Company S.A. (MSC). Il 30 novembre 1994, mentre era in navigazione al largo della Somalia durante una crociera tra Genova e il Sudafrica, scoppiò un incendio che due giorni più tardi, il 2 dicembre, ne causò l'affondamento. 
Una dozzina di navi parteciparono ai soccorsi, tra le quali la fregata statunitense Halyburton e la petroliera Hawaiian King, che imbarcò la maggior parte dei naufraghi. I superstiti furono trasportati nei porti di Mombasa e Gibuti.
L'armatore aveva stipulato un contratto di recupero con la compagnia Murri International Salvage Freres di 5 miliardi di lire, ma nonostante i disperati tentativi di salvare il relitto in fiamme trainandolo in porto, la nave si voltò su un fianco poco dopo essere stata agganciata da un rimorchiatore e affondò rapidamente. Le Assicurazioni Generali dovettero risarcire i beni dei passeggeri con circa 28 miliardi di lire. Nell'evento ci furono tre vittime, un disperso e otto feriti; la commissione d'inchiesta istituita dal ministero dei trasporti concluse i suoi lavori evidenziando l'incendio colposo, ma sottolineando l’impossibilità di accertare le responsabilità dell’accaduto.
È stato escluso il recupero del relitto, per via della sua antieconomicità e per via del fatto che nel punto dell'affondamento, a 95 miglia dalla costa somala, in pieno Oceano Indiano, la profondità è di circa 5.000 m.

## Curiosità
Moss Hills, musicista reduce dall'affondamento della nave Oceanos, in cui contribuì al salvataggio delle persone a bordo, per sua sventura si trovava anche a bordo dell'Achille Lauro al momento del naufragio.
A bordo della stessa nave, inoltre, sempre durante il naufragio, vi era anche il cuoco Alessandro Borghese (figlio della nota attrice e modella Barbara Bouchet), il quale faceva parte dello staff della cucina di bordo dell'imbarcazione.